# Championnats du monde de tennis de table simple dames
Les championnats du monde de tennis de table individuels ont lieu depuis 1926 et se tiennent tous les deux ans depuis 1957. Voici le palmarès de la compétition simple dames.

## Palmarès
| Année et Lieu   | Vainqueur                                       | Finaliste                    | Demi-finalistes                           |
| --------------- | ----------------------------------------------- | ---------------------------- | ----------------------------------------- |
| 2025 Doha       | Sun Yingsha                                     | Wang Manyu                   | Mima Ito Chen Xingtong                    |
| 2023 Durban     | Sun Yingsha                                     | Chen Meng                    | Hina Hayata Chen Xingtong                 |
| 2021 Houston    | Wang Manyu                                      | Sun Yingsha                  | Chen Meng Wang Yidi                       |
| 2019 Budapest   | Liu Shiwen                                      | Chen Meng                    | Ding Ning Wang Manyu                      |
| 2017 Düsseldorf | Ding Ning                                       | Zhu Yuling                   | Miu Hirano Liu Shiwen                     |
| 2015 Suzhou     | Ding Ning                                       | Liu Shiwen                   | Mu Zi Li Xiaoxia                          |
| 2013 Paris      | Li Xiaoxia                                      | Liu Shiwen                   | Ding Ning Zhu Yuling                      |
| 2011 Rotterdam  | Ding Ning                                       | Li Xiaoxia                   | Guo Yue Liu Shiwen                        |
| 2009 Yokohama   | Zhang Yining                                    | Guo Yue                      | Liu Shiwen Li Xiaoxia                     |
| 2007 Zagreb     | Guo Yue                                         | Li Xiaoxia                   | Zhang Yining Guo Yan                      |
| 2005 Shanghai   | Zhang Yining                                    | Guo Yan                      | Guo Yue Lin Ling                          |
| 2003 Paris      | Wang Nan                                        | Zhang Yining                 | Tamara Boroš Li Ju                        |
| 2001 Osaka      | Wang Nan                                        | Lin Ling                     | Kim Yun-mi Zhang Yining                   |
| 1999 Eindhoven  | Wang Nan                                        | Zhang Yining                 | Li Nan Ryu Ji-hae                         |
| 1997 Manchester | Deng Yaping                                     | Wang Nan                     | Li Ju Wu Na                               |
| 1995 Tianjin    | Deng Yaping                                     | Qiao Hong                    | Liu Wei Qiao Yunping                      |
| 1993 Göteborg   | Hyun Jung-hwa                                   | Chen Jing                    | Otilia Bădescu Gao Junchang               |
| 1991 Chiba      | Deng Yaping                                     | Li Bun-hui                   | Chan Tanlui Qiao Hong                     |
| 1989 Dortmund   | Qiao Hong                                       | Li Bun-hui                   | Hyun Jung-hwa Chen Jing                   |
| 1987 New Delhi  | He Zhili                                        | Yang Young-ja                | Guan Jianhua Dai Lili                     |
| 1985 Göteborg   | Cao Yanhua                                      | Geng Lijuan                  | Qi Baoxiang Dai Lili                      |
| 1983 Tokyo      | Cao Yanhua                                      | Yang Young-ja                | Huang Junqun Qi Baoxiang                  |
| 1981 Novi Sad   | Tong Ling                                       | Cao Yanhua                   | Lee Soo-ja Zhang Deying                   |
| 1979 Pyongyang  | Ge Xinai                                        | Song Suk-li                  | Tong Ling Zhang Deying                    |
| 1977 Birmingham | Pak Yung-sun                                    | Zhang Li                     | Ge Xinai Zhang Deying                     |
| 1975 Calcutta   | Pak Yung-sun                                    | Zhang Li                     | Ge Xinai Tatiana Ferdman                  |
| 1973 Sarajevo   | Hu Yulan                                        | Alice Grofová-Chaldková      | Zhang Li Park Mi-ra                       |
| 1971 Nagoya     | Lin Huiqing                                     | Cheng Mingchih               | Li Li Ilona Uhliková-Vostová              |
| 1969 Munich     | Toshiko Kowada                                  | Gabriel Geissler             | Maria Alexandru-Golopenta Miho Hamada     |
| 1967 Stockholm  | Sachiko Morisawa                                | Naoko Fukazu                 | Soja Rudnowa Noriko Yamanaka              |
| 1965 Ljubljana  | Naoko Fukazu                                    | Lin Huiching                 | Li Li Noriko Yamanaka                     |
| 1963 Prague     | Kimiyo Matsuzaki                                | Maria Alexandru-Golopenta    | Ella Constantinescu-Zeller Sun Meiying    |
| 1961 Pékin      | Qiu Zhonghui                                    | Eva Földi-Koczian            | Kmiyo Matsuzaki Wang Chien                |
| 1959 Dortmund   | Kimiyo Matsuzaki                                | Fujie Eguchi                 | Chiu Chunghui Eva Földi-Koczian           |
| 1957 Stockholm  | Fujie Eguchi                                    | Ann Haydon-Jones             | Ella Constantinescu-Zeller Kiiko Watanabe |
| 1956 Tokyo      | Tommie Ōkawa                                    | Kiiko Watanabe               | Ella Constantinescu-Zeller Fujie Eguchi   |
| 1955 Utrecht    | Angelica Rozeanu                                | Ermelinde Rumpler-Wertl      | Kiiko Watanabe Eva Földi-Koczian          |
| 1954 Londres    | Angelica Rozeanu                                | Yoshiko Tanaka               | Fujie Eguchi Eva Földi-Koczian            |
| 1953 Bucarest   | Angelica Rozeanu                                | Gizella Farkas               | Rosalind Rowe Diane Scholer-Rowe          |
| 1952 Bombay     | Angelica Rozeanu                                | Gizella Farkas               | Rosalind Rowe Ermelinde Rumpler-Wertl     |
| 1951 Wieden     | Angelica Rozeanu                                | Gizella Farkas               | Leah Neuberger-Thall Gertrude Pritzi      |
| 1950 Budapest   | Angelica Rozeanu                                | Gizella Farkas               | Sari Szasz-Kolosvary Rozsi Karpati        |
| 1949 Stockholm  | Gizella Farkas                                  | Kveta Hrusková               | Gertrude Pritzi Thelma Thall              |
| 1948 Londres    | Gizella Farkas                                  | Vera Thomas-Dace             | Vlasta Depetrisová Angelica Rozeanu       |
| 1947 Paris      | Gizella Farkas                                  | Elizabeth Blackbourn         | Gertrude Pritzi Vera Thomas-Dace          |
| 1941 - 1945     | Non disputé                                     | Non disputé                  | Non disputé                               |
| 1939 Le Caire   | Vlasta Depetrisová                              | Gertrude Pritzi              | Marie Kettnerová Samiha Naihi             |
| 1938 Londres    | Gertrude Pritzi                                 | Vlasta Depetrisová           | Betty Henry Vera Votrubcová               |
| 1937 Baden      | Gertrude Pritzi ex æquo avec Ruth Aarons-Hughes | -                            | Marie Kettnerová Hilde Bussman            |
| 1936 Prague     | Ruth Aarons-Hughes                              | Astrid Horn-Hobohm-Krebsbach | Marie Kettnerová Marie Smidová-Masaková   |
| 1935 Londres    | Marie Kettnerová                                | Magda Gal                    | Marcelle Delacour Marie Smidová-Masaková  |
| 1934 Paris      | Marie Kettnerová                                | Astrid Horn-Hobohm-Krebsbach | Dora Emdin Magda Gal                      |
| 1933 Baden      | Anna Sipos                                      | Mária Mednyánszky            | Astrid Horn-Hobohm-Krebsbach Magda Gal    |
| 1932 Prague     | Anna Sipos                                      | Mária Mednyánszky            | Marie Smidová-Masaková Magda Gal          |
| 1931 Budapest   | Mária Mednyánszky                               | Mona Müller-Rüster           | Anna Sipos Magda Gal                      |
| 1930 Berlin     | Mária Mednyánszky                               | Anna Sipos                   | Josefine Kolbe Trude Wildam               |
| 1929 Budapest   | Mária Mednyánszky                               | Trude Wildam                 | Anna Sipos Magda Gal                      |
| 1928 Stockholm  | Mária Mednyánszky                               | Erika Metzger                | Doris Evans-Gubbins Joan Ingram           |
| 1926 Londres    | Mária Mednyánszky                               | Doris Evans-Gubbins          | Anastasia Flussmann Winifred Land         |

## Record de victoires
| Cl | Joueuse            | Titres | Années    |
| -- | ------------------ | ------ | --------- |
| 1  | Angelica Rozeanu   | 6      | 1950-1955 |
| 2  | Mária Mednyánszky  | 5      | 1926-1931 |
| 3  | Gizella Farkas     | 3      | 1947-1949 |
| 3  | Deng Yaping        | 3      | 1991-1997 |
| 3  | Wang Nan           | 3      | 1999-2003 |
| 3  | Ding Ning          | 3      | 2011-2017 |
| 7  | Anna Sipos         | 2      | 1932-1933 |
| 7  | Marie Kettnerová   | 2      | 1934-1935 |
| 7  | Gertrude Pritzi    | 2      | 1937-1938 |
| 7  | Ruth Aarons-Hughes | 2      | 1936-1937 |
| 7  | Pak Yung-Sun       | 2      | 1975-1977 |
| 7  | Cao Yanhua         | 2      | 1983-1985 |
| 7  | Zhang Yining       | 2      | 2005-2009 |